# Swisspass
Swisspass (Eigenschreibweise SwissPass) ist eine Kundenkarte des Verbands öffentlicher Verkehr (VöV), die seit dem 1. August 2015 ausgegeben wird. Seither wird sie zum Erwerb von General- und Halbtax-Abonnements zwingend benötigt und dient als Fahrausweis sowie der Kundenbindung.

## Aufbau und Funktionsweise
Auf dem Swisspass sind Foto, Name, Geburtsdatum, Geschlecht sowie entsprechende Codes aufgedruckt. Hingegen finden sich keine Angaben zu den gekauften Leistungen wie Verkehrsabonnements und damit auch keine Ablaufdaten. Diese Angaben werden über die beiden integrierten RFID-Chips festgehalten, wovon einer in erster Linie der Gültigkeitskontrolle von ÖV-Leistungen, der andere primär derjenigen von sogenannten Swisspass+ Dienstleistungen (z. B. Skipässe, Mietvelos) dient. Nach Angaben der Schweizerischen Bundesbahnen (SBB) werden auf den RFID-Chips keine direkten Kundendaten gespeichert, sondern bloss eine Kennnummer, welche etwa von Kontrolleuren öffentlicher Verkehrsmittel mittels entsprechend ausgerüsteter Smartphones ausgelesen werden kann. Bei einer Fahrgastkontrolle werden daraufhin die mit dieser Kennnummer verbundenen abonnierten Leistungen und die persönlichen Daten ermittelt und mit den auf der Karte aufgedruckten Angaben verglichen.
Das Abo verlängert sich automatisch um ein Jahr, wenn nicht fristgerecht gekündigt wird. Eine Funktion zur elektronischen Erinnerung (SMS oder E-Mail) an den letzten Gültigkeitstag sowie den Kündigungstermin steht nur Kunden zu, die ein Generalabonnement auf Jahresrechnung oder ein Halbtax gekauft haben. Dazu ist die Einrichtung des Swisspass-Logins notwendig, worüber u. a. auch die Ablaufdaten der darauf geladenen Abos einsehbar sind.
Die sechs Tarifverbünde A-Welle, Z-Pass, Frimobil, Libero, Passepartout und der Tarifverbund Schwyz werden ab dem 10. Dezember 2017 einen Teil ihrer Abonnemente auf dem Swisspass anbieten. Parallel dazu sollen weitere Sortimente und Angebote auf dem Swisspass integriert werden. Dazu gehören der Velo-Pass und die Monatskarte zum Halbtax. Anfang 2018 folgen das Gleis 7, der Monatsklassenwechsel zum GA und das Ausflugs-Abo. Ebenfalls 2018 wird eine Mobile App lanciert. Ab April 2018 werden die Angebote des Tarifverbunds Zug integriert. 2021 wurde das Hunde-GA durch den Hunde-Pass ersetzt, welcher an einen persönlichen Swisspass gebunden ist und für 350 Franken erhältlich ist.
Ab Mitte Dezember 2021 wird eine neue Generation der Swisspass-Karte eingeführt. Diese hat ein neues Design und die technischen Voraussetzungen für zusätzliche Funktionen (Kontaktloses Bezahlen, Verwendung als Zutritts- oder Identifikationsmedium, Authentifizierung gemäss FIDO Standard). Diese Änderungen wurden von der Stiftung für Konsumentenschutz als Einführung einer E-ID durch die Hintertüre kritisiert, weshalb die Alliance Swisspass eine Gegendarstellung veröffentlichte.
Testweise sollen beim Zürcher Verkehrsverbund ab 2024 auch Einzelbillette auf dem Swisspass eingeführt werden. Die Alliance Swisspass will ab 2035 nur noch digitale Billette anbieten.

### Kontaktloses Bezahlen
Das kontaktlose Bezahlen funktioniert über einen auf der Karte eingebauten EMV-Chip. Abgerechnet wird per Rechnung oder mittels Prepaid-Guthaben. Die Bezahlung ist ausschliesslich bei teilnehmenden Partnern möglich und derzeit auf die Branche des öffentlichen Verkehrs beschränkt. Vertragspartner für die Nutzenden der Bezahlfunktion ist die MF Group AG mit Sitz in St. Gallen, welche zum Bertelsmann-Konzern gehört.

## Swisspass-Login
Das Swisspass-Login ist kostenlos und auch ohne die rote Swisspass-Karte erhältlich. Es ermöglicht die Einrichtung eines persönlichen Swisspass-Kontos. Das Konto dient als Zugang zu diversen Onlinediensten des Öffentlichen Verkehrs, die gekauften Abonnemente und Billette können darauf hinterlegt werden, sodass diese bei Fahrausweiskontrollen auf dem persönlichen Mobilgerät vorgewiesen werden können. Seit November 2017 ist das Swisspass-Login für die Zugänge zum Billettkauf über SBB Mobile und auf SBB.ch zwingend erforderlich. Später folgten auch die Webshops von Postauto und des Libero-Tarifverbunds.
Seit August 2019 konnte man sich auch mit der SwissID anmelden. Am 31. März 2022 wurde das SwissID-Login auf swisspass.ch deaktiviert.

## Weitere Eigenschaften
Der Swisspass kann auch für weitere Dienste wie Mobility Carsharing, Publibike (ein schweizweites Fahrradverleihsystem), SchweizMobil und gewisse Skigebiete verwendet werden.
Eine Swisspass-Karte hat im Gegensatz zu den mit ihr verknüpften gekauften Leistungen kein Ablaufdatum, wird jedoch nach fünf Jahren ersetzt.
Der Swisspass wird durch die Gemalto AG mit Sitz in Aarau (ehemals Trüb AG) produziert, personalisiert und direkt an die Karteninhaber verschickt. Künftig soll dieser Auftrag von der TCS Cards & Services GmbH aus dem deutschen Bamberg übernommen werden.
Auf der Webseite der SBB für Medienschaffende ist eine detaillierte Beschreibung des Kontrollvorgangs zu finden.
Die SBB haben einen Teil der Vorderseite des Swisspass als geschützte Marke für zehn verschiedene Waren- und Dienstleistungsklassen eintragen lassen.
Für Jugendliche und Familien gibt es das Programm Swisspass Smile mit verschiedenen Freizeitangeboten.

## Kritik

### Kosten für die Nutzung durch Dritte
Betriebe, die den Swisspass als Zahlungsmittel einführen, müssen eine Gebühr an die SBB entrichten. Einige Bergbahnen boykottieren den Swisspass deswegen.

### Kritik auf politischer Ebene
Der neue Swiss Pass geriet vor seiner Einführung im Sommer 2015 im Hinblick auf den Datenschutz unter Kritik. Beispielsweise hiess es, die Sammlung der Daten ermögliche es, ein Bewegungsprofil von Bahnkunden zu erstellen.
Am 10. August 2015 wurde die Petition 15.2018 «Gegen den Swisspass-Zwang» eingereicht.
Am 9. September 2015 wurde durch den Nationalrat Jean Christophe Schwaab die Interpellation 15.3822 «Kinderkrankheiten des neuen Abonnements des öffentlichen Verkehrs ‹SwissPass› schnell kurieren» eingereicht. Der Bundesrat nahm am 4. November 2015 dazu Stellung.

### Sachverhaltsabklärung durch den EDÖB
Am 17. Februar 2016 wurde durch eine Medienmitteilung öffentlich bekannt, dass der Eidgenössische Datenschutz- und Öffentlichkeitsbeauftrage (EDÖB) Ende des Jahres 2015 eine Sachverhaltsabklärung zum Swisspass und den damit zusammenhängenden Datenbearbeitungen durchgeführt hat.
Aus dem Schlussbericht und der Empfehlung des EDÖB können folgende wesentlich Punkte der rechtlichen Beurteilung entnommen werden:
- Gegenüber Kunden und Dritten sollte mehr Transparenz geschaffen werden, wer Inhaber der Datensammlungen im Zusammenhang mit dem Swisspass ist.
- Die Aufbewahrung der Kontrolldaten in der Kontrolldatenbank während 90 Tagen ist nicht notwendig und somit unverhältnismässig. Es kann nicht ausgeschlossen werden, dass in der Kontrolldatenbank Bewegungsprofile entstehen.
- Betreffend der Petition 15.2018 vertrat das Bundesamt für Verkehr (BAV) in der Korrespondenz mit dem EDÖB die Auffassung, dass die Kontrolldatenbank weder verhältnismässig ist noch auf einer genügenden gesetzlichen Grundlage beruht.
- Empfehlung Nr. 1: Der VöV und die SBB sollten sicherstellen, dass die Kontrolldaten unverzüglich gelöscht und die  Kontrolldatenbank  nicht  mehr  weiter betrieben wird.
- Vorschlag Nr. 2: Die allgemeinen Geschäftsbedingungen (AGB) sind im Bereich der personenbezogenen Datenbearbeitung zu Marketingzwecken unpräzise formuliert. Es sollte klargestellt werden, dass nicht nur die Kontaktaufnahme, sondern allgemein die personenbezogene Datenbearbeitung zu Marketingzwecken von den Kunden untersagt werden kann.
- Vorschlag Nr. 3: Der VöV und die SBB sollten ihr Regelwerk zur Datennutzung sowie allenfalls weitere Dokumente gemäss den anderen Empfehlungen anpassen.

Am 29. Februar 2016 haben die Schweizerischen Bundesbahnen und der Verband öffentlicher Verkehr in weitgehend gleichlautenden Medienmitteilungen auf die Empfehlungen des EDÖB reagiert und folgende wesentliche Punkte geäussert:
- Der VöV und die SBB werden die Vorschläge und Empfehlungen aus dem Schlussbericht des EDÖB befolgen.
- Der Betrieb der Kontrolldatenbank wird per Ende März 2016 eingestellt.
- Es werden klare rechtliche Grundlagen für eine derartige Datenverarbeitung für Kontroll- und Verrechnungszwecke angestrebt.